# Tennis under sommer-OL 2024 - herredouble
Det olympiske tennismesterskab i herredouble i under sommer-OL 2024 i Paris blev afviklet på grusbaner i Stade Roland Garros i perioden 27. juli - 3. august 2024 med deltagelse af 64 spillere fra 23 forskellige lande. Det var det 19. olympiske tennismesterskab i herredouble.
Mesterskabet blev vundet af Matthew Ebden og John Peers fra Australien, som i finalen besejrede Austin Krajicek og Rajeev Ram fra USA med 6-7(6), 7-6(1), [10-8], og som dermed blev de første australske OL-guldmedaljevindere i tennis siden 1996. Ebden og Peers var de første useedede vindere af herredoubletitlen ved OL, siden Fernando González og Nicolás Massú vandt titlen i 2004.
Bronzemedaljerne gik til amerikanerne Taylor Fritz og Tommy Paul, som vandt med 6-3, 6-4 over Tjekkiets Tomáš Macháč og Adam Pavlásek.
Nikola Mektić og Mate Pavić var forsvarende mestre men tabte i første runde til Dominik Koepfer og Jan-Lennard Struff.

## Program
De 32 deltagende par spillede en cupturnering, hvor alle kampe blev spillet bedst af tre sæt med tiebreak i de to første sæt ved stillingen 6-6, mens tredje sæt blev afgjort i form af en match tiebreak. Vinderne af turneringen modtog guldmedaljerne, mens sølvmedaljerne gik til de tabende finalister. Taberne af semifinalerne spillede en kamp om bronzemedaljerne.
Turneringen bliver afviklet over syv dage fra 27. juli til 3. august.
| Juli         | Juli         | Juli        | Juli         | Juli        | August | August     | August | August |
| 27           | 28           | 29          | 30           | 31          | 1      | 2          | 3      |        |
| ------------ | ------------ | ----------- | ------------ | ----------- | ------ | ---------- | ------ | ------ |
| Første runde | Første runde | Anden runde | Kvartfinaler | Semifinaler |        | Bronzekamp | Finale |        |

## Kvalifikation
Turneringen havde deltagelse af 32 par. Hver national olympisk komité kunne nominere op til to par, og spillerne skulle have deltaget i mindst to Davis Cup-kampe i perioden 2020-24 eller have repræsenteret sit land mindst 20 gange i sin karriere (med visse dispensationsmuligheder).
De 32 pladser i turneringen var fordelt som følger:
| Antal par | Kategori                                            | Kommentar |
| --------- | --------------------------------------------------- | --- |
| 8 10      | Direkte kvalifikation (top 10 på doubleranglisten)  | De 10 højest placerede på ATP's verdensrangliste i double pr. 10. juni 2024 kunne frit vælge en makker fra deres eget land med en double- eller singlerangering i top 300. To af disse pladser blev ikke udnyttet, eftersom Horacio Zeballos (nr. 3 på doubleranglisten) ikke blev udtaget til OL af Argentinas tennisforbund, der udover fire singlespillere prioriterede det faste doublepar Máximo González og Andrés Molteni frem for Zeballos, der til daglig dannede par med spanieren Marcel Granollers, samt Marcelo Arévalo fra El Salvador, ikke havde nogen mulige makkere fra samme land med den krævede rangering. De to ledige pladser i turneringen blev reallokeret til næste kategori. |
| 24 21     | Direkte kvalifikation (single- og doubleranglisten) | De 21 højest rangerede tilmeldte par rangeret efter summen af de to spilleres placering på ATP's verdensrangliste i single eller double pr. 10. juni 2024 |
| 0 1       | Værtsland                                           | Værtslandet, Frankrig, var garanteret en plads i turneringen, men denne plads blev ikke udnyttet, eftersom to franske par opnåede direkte kvalifikation. I stedet blev kategorien vedr. direkte kvalifikation udvidet med en ekstra plads. |

## Resultater
Lodtrækningen blev foretaget den 25. juli 2024 kl. 11:00 i Le Club des Loges i Stade Roland Garros.
| Simone Bolelli   |
| Andrea Vavassori |

| Pablo Carreño Busta |
| Marcel Granollers   |

| Pablo Carreño Busta |
| Marcel Granollers   |

| Hady Habib      |
| Benjamin Hassan |

| Matthew Ebden |
| John Peers    |

| Matthew Ebden |
| John Peers    |

| Matthew Ebden |
| John Peers    |

| Petros Tsitsipas   |
| Stefanos Tsitsipas |

| Dominik Koepfer    |
| Jan-Lennard Struff |

| Nuno Borges      |
| Francisco Cabral |

| Nuno Borges      |
| Francisco Cabral |

| Dominik Koepfer    |
| Jan-Lennard Struff |

| Dominik Koepfer    |
| Jan-Lennard Struff |

| Nikola Mektić |
| Mate Pavić    |

| Matthew Ebden |
| John Peers    |

| Taylor Fritz |
| Tommy Paul   |

| Taylor Fritz |
| Tommy Paul   |

| Félix Auger-Aliassime |
| Milos Raonic          |

| Taylor Fritz |
| Tommy Paul   |

| Robin Haase       |
| Jean-Julien Rojer |

| Robin Haase       |
| Jean-Julien Rojer |

| Tomás Martín Etcheverry |
| Mariano Navone          |

| Taylor Fritz |
| Tommy Paul   |

| Taro Daniel   |
| Kei Nishikori |

| Daniel Evans |
| Andy Murray  |

| Daniel Evans |
| Andy Murray  |

| Daniel Evans |
| Andy Murray  |

| Sander Gillé  |
| Joran Vliegen |

| Sander Gillé  |
| Joran Vliegen |

| Arthur Fils |
| Ugo Humbert |

| Matthew Ebden |
| John Peers    |

| Máximo González |
| Andrés Molteni  |

| Austin Krajicek |
| Rajeev Ram      |

| Carlos Alcaraz |
| Rafael Nadal   |

| Carlos Alcaraz |
| Rafael Nadal   |

| Tallon Griekspoor |
| Wesley Koolhof    |

| Tallon Griekspoor |
| Wesley Koolhof    |

| Márton Fucsovics |
| Fábián Marozsán  |

| Carlos Alcaraz |
| Rafael Nadal   |

| Thiago Monteiro     |
| Thiago Seyboth Wild |

| Austin Krajicek |
| Rajeev Ram      |

| Aleksandr Bublik     |
| Aleksandr Nedovjesov |

| Thiago Monteiro     |
| Thiago Seyboth Wild |

| Alex de Minaur |
| Alexei Popyrin |

| Austin Krajicek |
| Rajeev Ram      |

| Austin Krajicek |
| Rajeev Ram      |

| Austin Krajicek |
| Rajeev Ram      |

| Joe Salisbury |
| Neal Skupski  |

| Tomáš Macháč  |
| Adam Pavlásek |

| Tomáš Macháč  |
| Adam Pavlásek |

| Tomáš Macháč  |
| Adam Pavlásek |

| Luciano Darderi |
| Lorenzo Musetti |

| Nicolás Jarry    |
| Alejandro Tabilo |

| Nicolás Jarry    |
| Alejandro Tabilo |

| Tomáš Macháč  |
| Adam Pavlásek |

| Sriram Balaji |
| Rohan Bopanna |

| Kevin Krawietz |
| Tim Pütz       |

| Gaël Monfils           |
| Édouard Roger-Vasselin |

| Gaël Monfils           |
| Édouard Roger-Vasselin |

| Daniil Medvedev |
| Roman Safiullin |

| Kevin Krawietz |
| Tim Pütz       |

| Kevin Krawietz |
| Tim Pütz       |

| Bronzekamp |                            |   |   |  |  |  |  |
|            |                            |   |   |  |  |  |  |
| 3          | Taylor Fritz Tommy Paul    | 6 | 6 |  |  |  |  |
|            | Tomáš Macháč Adam Pavlásek | 3 | 4 |  |  |  |  |